# Gunnar Nilsson (pilote automobile)
Pour les articles homonymes, voir Gunnar Nilsson et Nilsson.
Gunnar Nilsson, né le 20 novembre 1948 à Helsingborg (Suède) et mort le 20 octobre 1978 à Hammersmith (Londres), est un pilote automobile suédois, qui a disputé 31 Grand Prix de Formule 1.

## Biographie
Révélé par son titre de champion de Grande-Bretagne de Formule 3 en 1975, Gunnar Nilsson accède à la Formule 1 dès la saison suivante, lorsqu'il est appelé par Lotus pour remplacer son compatriote Ronnie Peterson, lequel a claqué la porte de l'écurie à l'issue du premier Grand Prix de la saison, déçu par le manque de compétitivité de sa machine. Au bout de sa troisième course, Nilsson décroche son premier podium. Un nouveau podium en fin de saison lui permet de terminer la saison à une encourageante 10e place au championnat. 
En 1977, Lotus révolutionne la Formule 1 en sortant la Lotus 78, la première voiture à effet de sol (ou wing car). Bien que pas encore parfaitement au point, elle permet à Gunnar de remporter son unique victoire en Grand Prix, au Grand Prix de Belgique disputé sur le tracé de Zolder. Avec 20 points, il se classe 8e au championnat. Nilsson affiche néanmoins un important déficit de performance comparativement à son équipier Mario Andretti. Aussi, pour la saison 1978, Colin Chapman, peu rancunier, préfère le remplacer par le revenant Ronnie Peterson, jugé plus rapide.
Au cours de l'inter-saison, Gunnar Nilsson trouve refuge chez Arrows, mais, malade, est obligé de déclarer forfait pour le début de saison. Nilsson ne reviendra jamais à la compétition. Il meurt au mois d'octobre 1978 des suites d'un cancer du testicule.
Elisabeth Nilsson, sa mère, a créé la Fondation Gunnar Nilsson destinée à lutter contre le cancer.

## Résultats en championnat du monde de Formule 1
| Saison | Écurie                 | Châssis | Moteur      | Pneus    | GP disputés | Victoires | Meilleurs tours | Points inscrits | Classement |
| ------ | ---------------------- | ------- | ----------- | -------- | ----------- | --------- | --------------- | --------------- | ---------- |
| 1976   | John Player Team Lotus | 77      | Cosworth V8 | Goodyear | 15          | 0         | 0               | 11              | 10e        |
| 1977   | John Player Team Lotus | 78      | Cosworth V8 | Goodyear | 16          | 1         | 1               | 20              | 8e         |

## Victoire en Formule 1
| no | Année | Manche | Date        | Grand Prix | Circuit | Position départ | Écurie | Voiture | Résultats |
| -- | ----- | ------ | ----------- | ---------- | ------- | --------------- | ------ | ------- | --------- |
| 1  | 1977  | 7/17   | 5 juin 1977 | Belgique   | Zolder  | 3e              | Lotus  | 78      | Résultat  |